# McDonald (Kansas)
McDonald és una població dels Estats Units a l'estat de Kansas. Segons el cens del 2000 tenia 159 habitants.

## Demografia
Segons el cens del 2000, McDonald tenia 159 habitants, 80 habitatges, i 46 famílies. La densitat de població era de 341,1 habitants/km².
Dels 80 habitatges en un 18,8% hi vivien nens de menys de 18 anys, en un 53,8% hi vivien parelles casades, en un 2,5% dones solteres, i en un 42,5% no eren unitats familiars. En el 40% dels habitatges hi vivien persones soles el 27,5% de les quals corresponia a persones de 65 anys o més que vivien soles. El nombre mitjà de persones vivint en cada habitatge era d'1,99 i el nombre mitjà de persones que vivien en cada família era de 2,63.
Per edats la població es repartia de la següent manera: un 19,5% tenia menys de 18 anys, un 3,8% entre 18 i 24, un 18,9% entre 25 i 44, un 28,3% de 45 a 60 i un 29,6% 65 anys o més.
L'edat mediana era de 49 anys. Per cada 100 dones de 18 o més anys hi havia 85,5 homes.
La renda mediana per habitatge era de 30.139 $ i la renda mediana per família de 32.083 $. Els homes tenien una renda mediana de 23.125 $ mentre que les dones 33.125 $. La renda per capita de la població era de 15.790 $. Entorn del 13,3% de les famílies i l'11,8% de la població estaven per davall del llindar de pobresa.

## Poblacions més properes
El següent diagrama mostra les poblacions més properes.